# Ondata di freddo del gennaio 2017
L'ondata di freddo del gennaio 2017 ha interessato gran parte dell'Europa orientale e centrale e parte dell'Europa meridionale dal 5 al 21 gennaio 2017, provocando la morte di almeno 60 persone.

## Descrizione
A causare l'ondata di freddo è stata un'area di alta pressione stazionaria sull'Europa occidentale, con conseguente discesa di venti gelidi dalla Russia e dalla Scandinavia verso l'Europa orientale. Il 9 gennaio la massa d'aria artica si è spinta sulla Germania e sulla penisola balcanica, portando abbondanti nevicate in Grecia e forti venti di bora in Croazia. Pesanti nevicate si sono verificate anche nell'Italia centrale, nell'Italia meridionale e in quella insulare.
La temperatura più bassa in Europa occidentale, pari a −29,9 °C, è stata registrata nel comune svizzero di La Brévine il 6 gennaio. La temperatura più bassa in assoluto, pari a −35,7 °C, è stata invece registrata in Russia nell'oblast' di Tver' l'8 gennaio. Il 16 gennaio è stata registrata la temperatura di -31,8 °C a Dolina Campoluzzo sull'Altopiano di Asiago (Vicenza), all'altitudine di 1.768 metri sul livello del mare.

### In Italia
L'ondata di freddo e le nevicate hanno interessato principalmente l'Italia centro-meridionale dal 5 gennaio, con l'arrivo di un'intensa perturbazione che ha richiamato forti venti gelidi da nord-est. Le regioni più colpite da questa ondata sono state quelle adriatiche, cioè Marche, Abruzzo, Molise, Puglia e anche Umbria e Basilicata. La neve ha raggiunto quasi tutte le coste di queste regioni, con un manto nevoso che ha anche raggiunto i 40 cm. La situazione fu peggiore nelle zone interne delle regioni, dove la neve ha raggiunto e non di rado superato i 2 metri di altezza. L'8 gennaio 2017 sulla spiaggia di Porto Cesareo (LE) in Salento sono stati misurati in alcuni punti accumuli di 22-23 cm, determinando il record di terza spiaggia italiana più nevosa dal 2000 dopo le spiagge di Ravenna al primo posto con 35-40 cm nel febbraio 2012, al secondo le spiagge di Monopoli e Polignano a Mare con quasi 30 cm accumulati il 31 dicembre 2014, i 3 accumuli maggiori si ebbero quindi nell'arco di meno di 5 anni.

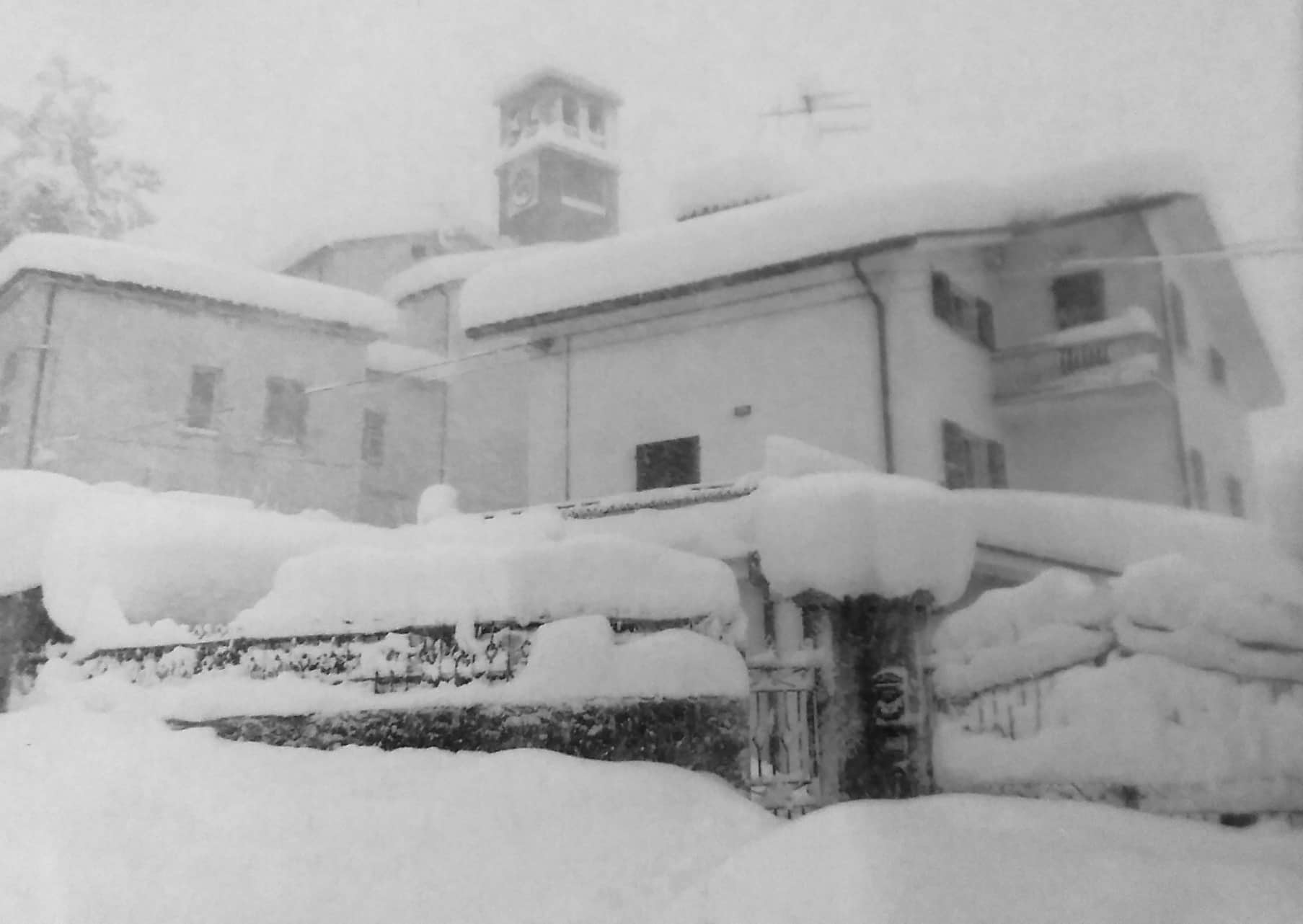
L'abitato di Rocche di Civitella (TE) sotto l'abbondante coltre nevosa del Gennaio 2017.

Merita menzione la forte bufera di neve su tutto il territorio Marsicano (Abruzzo) a cavallo tra il giorno 6 e il giorno 7, con temperature che variavano tra i -10 e i -13 °C, con accumulo finale vicino al metro e il sensibile crollo termico all'alba del giorno 11 con temperature anche oltre -20 °C sotto i 1300 metri di quota. Dopo una brevissima pausa di qualche giornata, arrivò un'altra perturbazione con altrettanti venti forti e freddi. Questa volta il maltempo colpì maggiormente il centro Italia (Abruzzo, Marche, Umbria e Molise). La quota neve si alzò di qualche metro, ma le coste non furono risparmiate. Infatti arrivarono delle piogge a volte miste a neve che flagellarono soprattutto le Marche e l'Abruzzo. A Pescara il fiume la notte tra il 17 e il 18 gennaio è esondato causando danni alle case circostanti. 
La situazione, però, era molto peggiore sulle colline e sui monti, dove arrivarono delle vere e proprie bufere di neve che fecero arrivare la neve all'altezza di 3 metri e mezzo in alcune zone dell'Abruzzo. Le intensissime nevicate inoltre causarono nella regione estesi guasti alla rete elettrica, causando black out generalizzati che coinvolsero fino a 150 mila utenze. Dopo 2 settimane terribili, a cui si sono aggiunte le scosse di terremoto del 18 gennaio, la neve piano piano si cominciò a trasformare in pioggia. Questo causò numerosissime frane sulle colline. Da nominare il paese di Civitella del Tronto, comune abruzzese, che è stato dovuto in parte evacuare a causa delle frane che stavano provocando ingenti crolli nel piccolo centro.
Le intense nevicate hanno provocato una disastrosa valanga che ha colpito la località di Rigopiano in Abruzzo: una slavina ha travolto e distrutto un albergo, provocando ventinove morti. Il numero delle vittime causate dal maltempo nella regione vide aggiungersi quello di sei uomini morti il 24 gennaio nella caduta di un elicottero di soccorso in montagna a Campo Felice, e di complessive altre dieci persone, scomparse nell'arco del mese di Gennaio per motivi differenti legati al maltempo o al terremoto, nelle località di Brittoli, Crognaleto, Castel Castagna, Giulianova, Guardiagrele, Montereale, Ortolano, Rocca Santa Maria, per il rilevante numero totale di 45 vittime complessive in Abruzzo. 
Le forti nevicate (un metro di neve) hanno inoltre notevolmente complicato le operazioni di soccorso nell'intero cratere del sisma.
Da ricordare anche le forti bufere che hanno colpito l'entroterra barese, con Santeramo in Colle e Altamura completamente isolate dalle forti nevicate, oltre che Matera in Basilicata. In queste zone il manto nevoso arrivó anche ad 1 metro di altezza e fu necessario l’intervento dell’esercito. Avvenne anche un fenomeno raro in Europa meridionale: quello dei temporali di neve, con quest'ultima accompagnata da tuoni e fulmini.

Nevicate relativamente abbondanti interessarono, a più riprese, anche la Campania costiera e subcostiera, e la città di Salerno.

## Galleria d'immagini

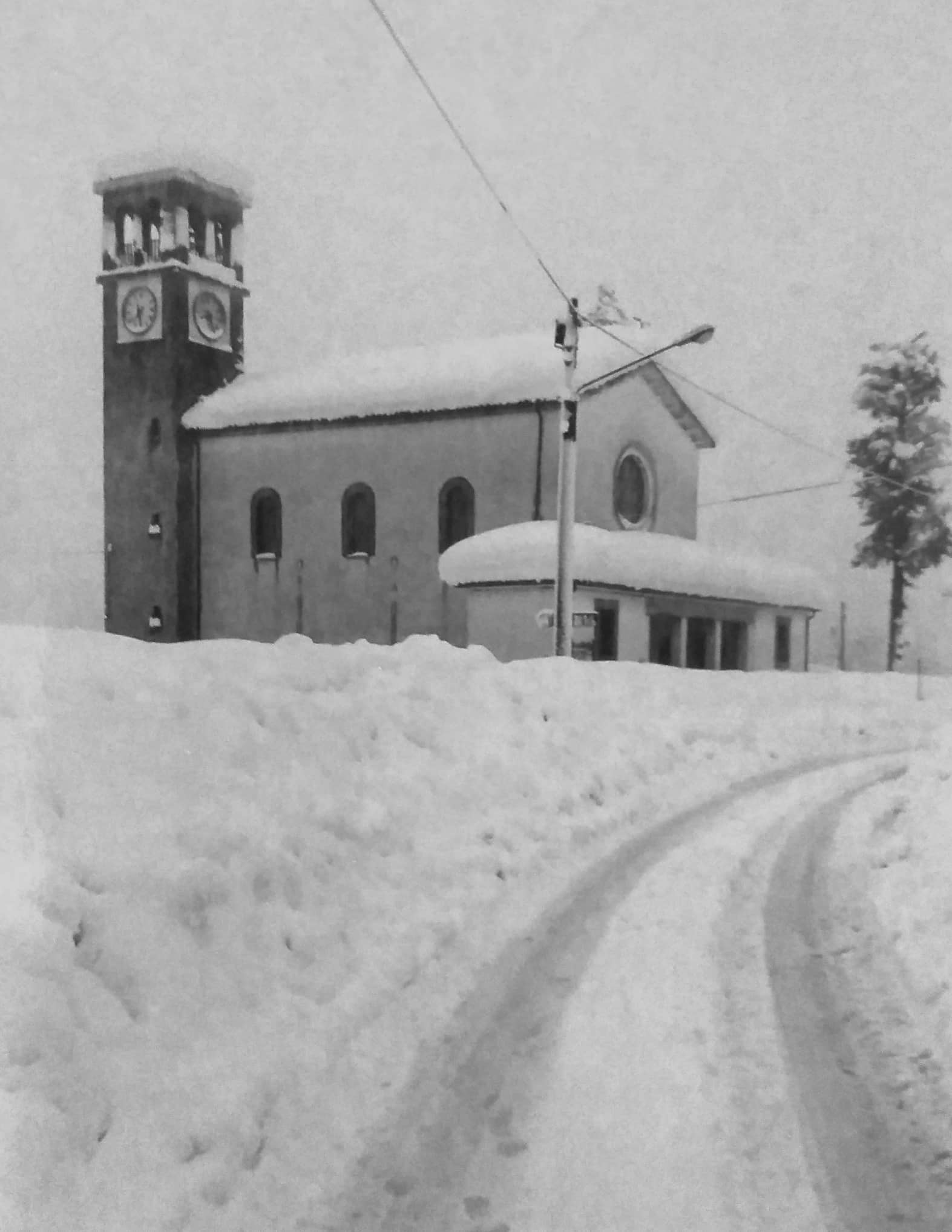
Chiesa di San Nicola a Rocche di Civitella dopo l'abbondante nevicata del gennaio 2017
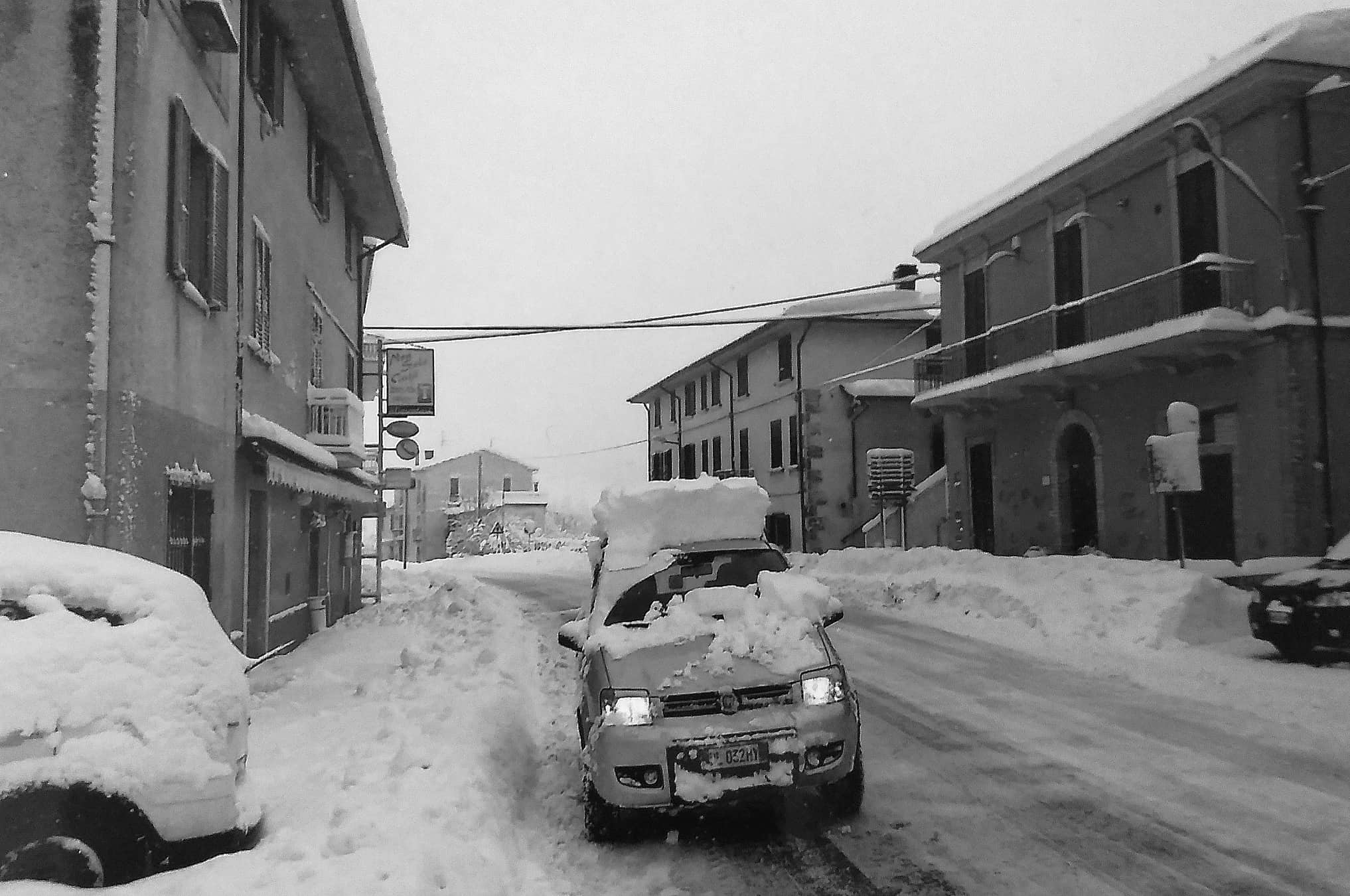
Nevone del gennaio 2017 lungo la SS81 a Rocche di Civitella (TE)
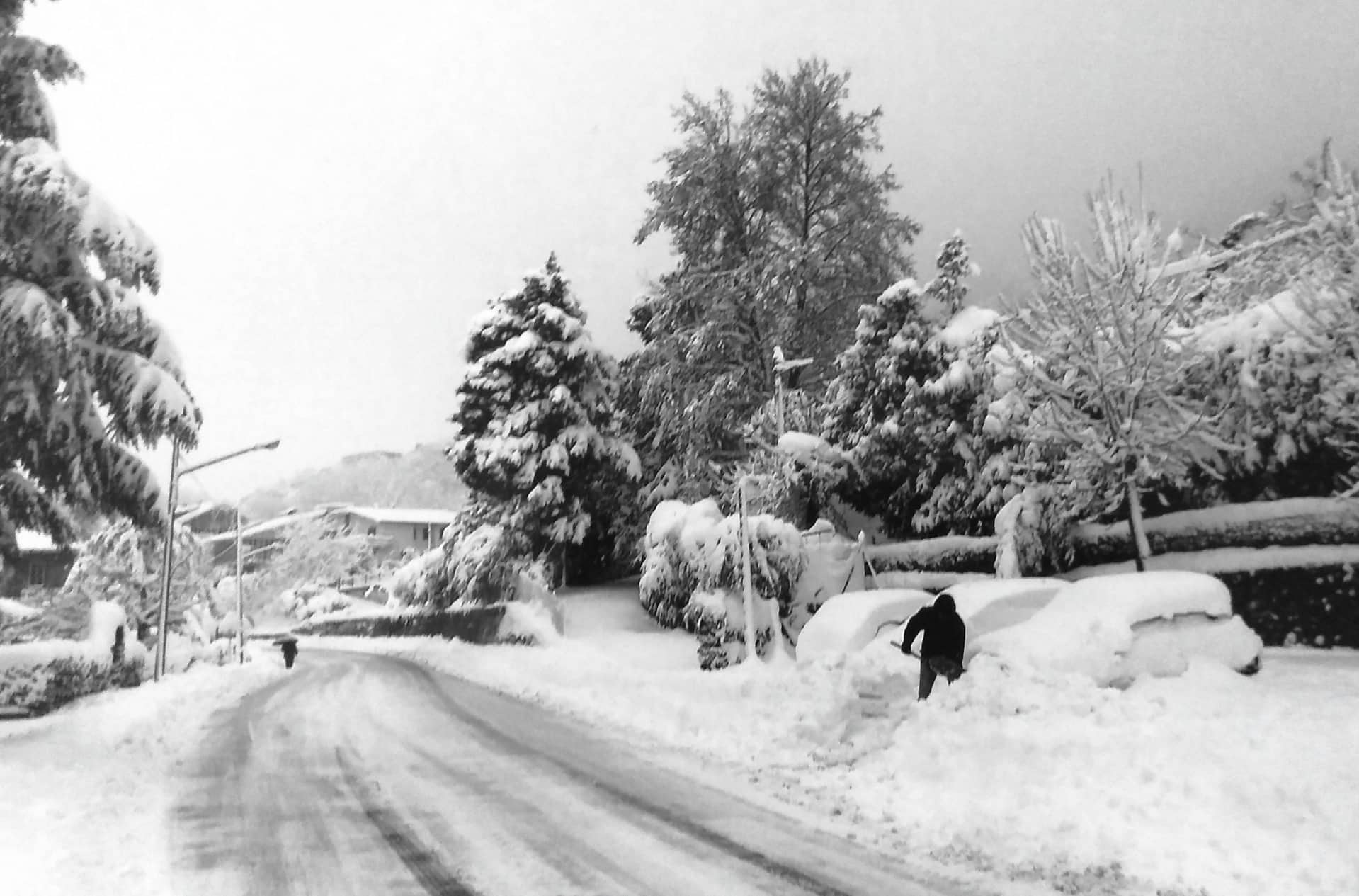
Nevone del gennaio 2017 a Rocche di Civitella